# Dyke March

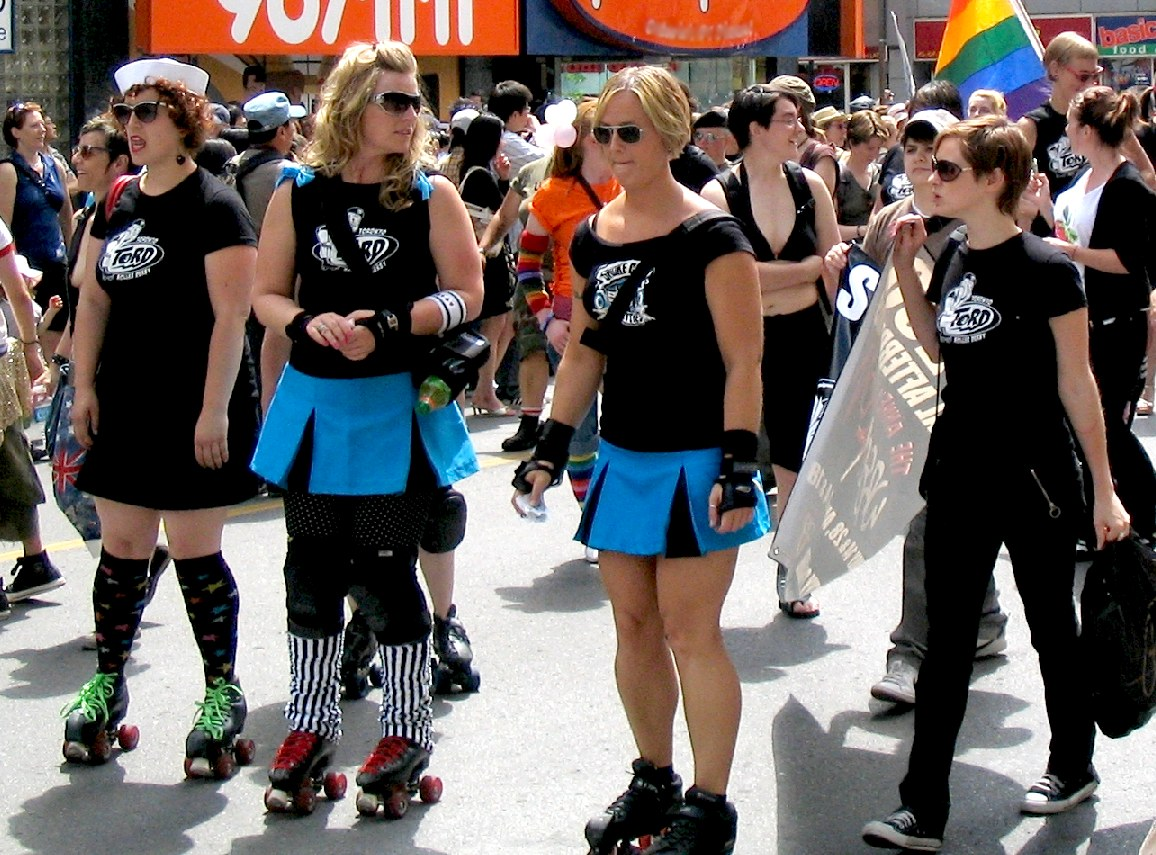
Dyke March en Toronto, Canadá en 2007.

La Dyke March (en español: Marcha de las bolleras) es una manifestación inclusiva dirigida por lesbianas y sáficas parecida a la marcha del orgullo gay. Suelen tener lugar los viernes o sábados anteriores a las marchas del orgullo LGBT, y las áreas metropolitanas más grandes incluyen eventos relacionados antes y después de la marcha para desarrollar más la comunidad, frecuentemente haciendo alusión a segmentos concretos de la misma (mujeres mayores, arte, grupos de madres, bares...). El objetivo de la Dyke March es aumentar la visibilidad y activismo lésbico, y ha crecido tanto que se ha hecho más inclusiva de todas las mujeres-que-aman-a-mujeres, sin importar etiquetas, tales como bisexuales, intersexuales, y personas transgénero. [cita requerida]
Una de las primeras marchas del orgullo lésbico en Norteamérica tuvo lugar en mayo de 1981, en Vancouver Canadá. La marcha, que atrajo a unas 200 lesbianas, formaba parte de la Bi-National Lesbian Conference. En octubre de 1981, una organización llamada Lesbians Against the Right, organizaron una segunda marcha en Toronto, Ontario.

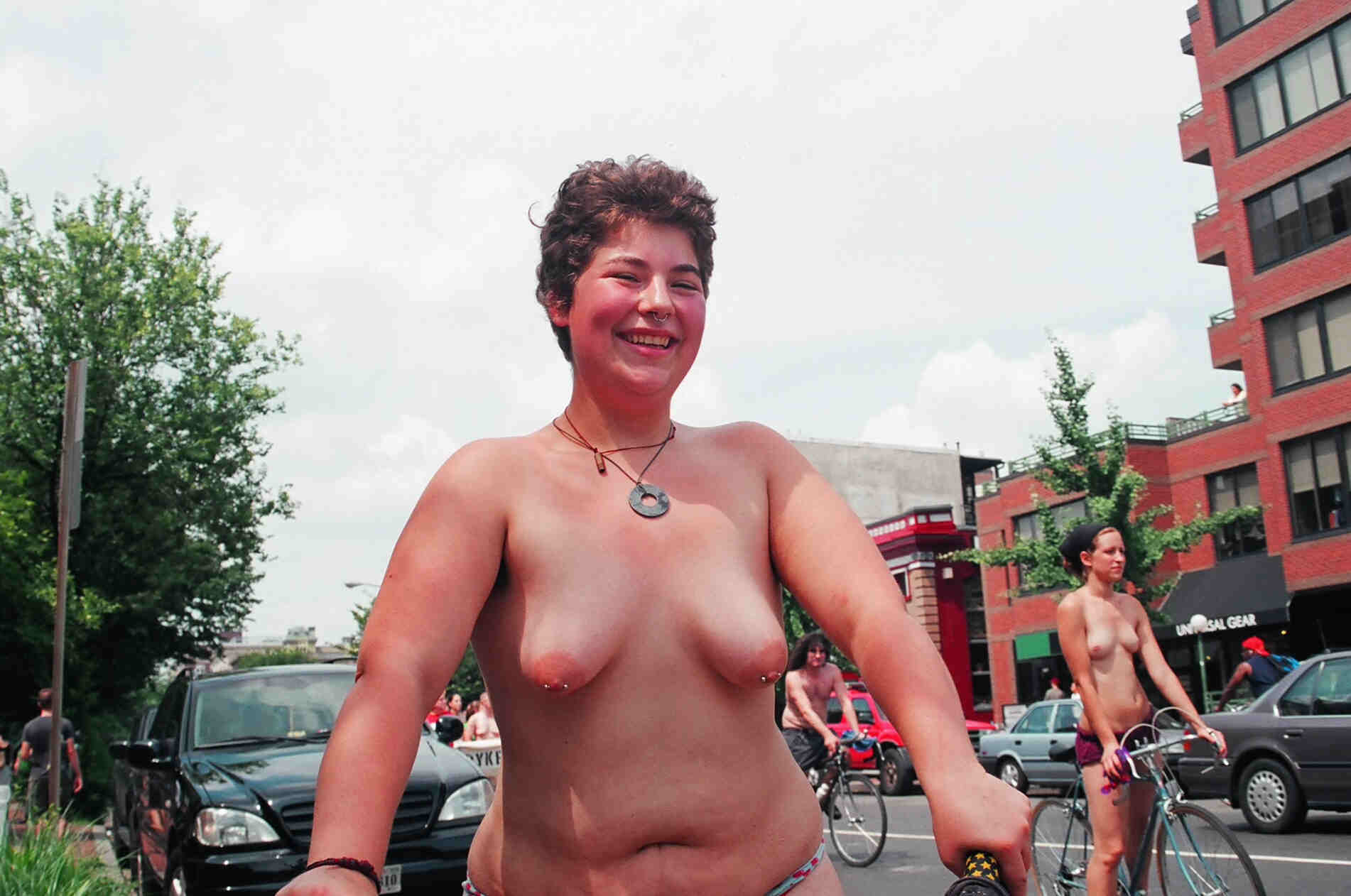
Participantes de Topfree en la Dyke March de Washington D. C. en 2005.

La primera Dyke March en Estados Unidos tuvo lugar en Nueva York en 1993, el sábado anterior a la marcha del orgullo anual. La intención era que fuera un evento solo para mujeres, organizado por el grupo de acción directa llamado Lesbian Avengers. 
La primera Dyke March estadounidense a nivel nacional tuvo lugar en Washington D. C. el 24 de abril de 1993. Las Lesbian Avengers también planificaron este evento. Más de 20,000 mujeres marcharon en la manifestación. El gran número de asistentes puede atribuirse al hecho de que la Dyke March coincidió con una manifestación más amplia en Washington. Hubo una sensación global en esta manifestación al caminar juntas lesbianas de Estados Unidos y otros países.
La Dyke March tiene lugar ahora en Oakland, Toronto, Montreal y Vancouver, Canadá, y también en Seattle, Filadelfia, Boston, Chicago, Washington D. C., Portland, San Diego y otras ciudades de Estados Unidos.
En agosto de 2018, un grupo lesbianas que se negaban a aceptar a los varones como compañeros o a mujeres trans como parejas sexuales,  fueron expulsadas de la Vancouver Dyke March por no ser "inclusivas"  y se las calificó como un grupo de odio.

## Historia
Antes de que surgiera el concepto de una "Marcha de diques", una de las primeras marchas documentadas del orgullo lésbico en América del Norte tuvo lugar en Vancouver, Columbia Británica, Canadá, en mayo de 1981. Aproximadamente 200 lesbianas que asistieron a la quinta Conferencia Binacional de Lesbianas marcharon por las calles del centro coreando "¡Mira por aquí, mira por allá, las lesbianas están por todas partes!" 
Más tarde, en octubre de 1981, la ahora desaparecida organización Lesbians Against the Right llevó a cabo una marcha "Dykes in the Streets" en Toronto, Ontario, con el poder, el orgullo y la visibilidad de las lesbianas como tema. 350 mujeres participaron en la manifestación.
La primera Marcha Dyke se formó en Washington D. C., durante la Marcha en Washington por la Igualdad de Derechos y Liberación de Lesbianas, Gays y Bi , y se llevó a cabo el 24 de abril de 1993.  Organizada por Lesbian Avengers , más de 20.000 mujeres participaron en la marcha.

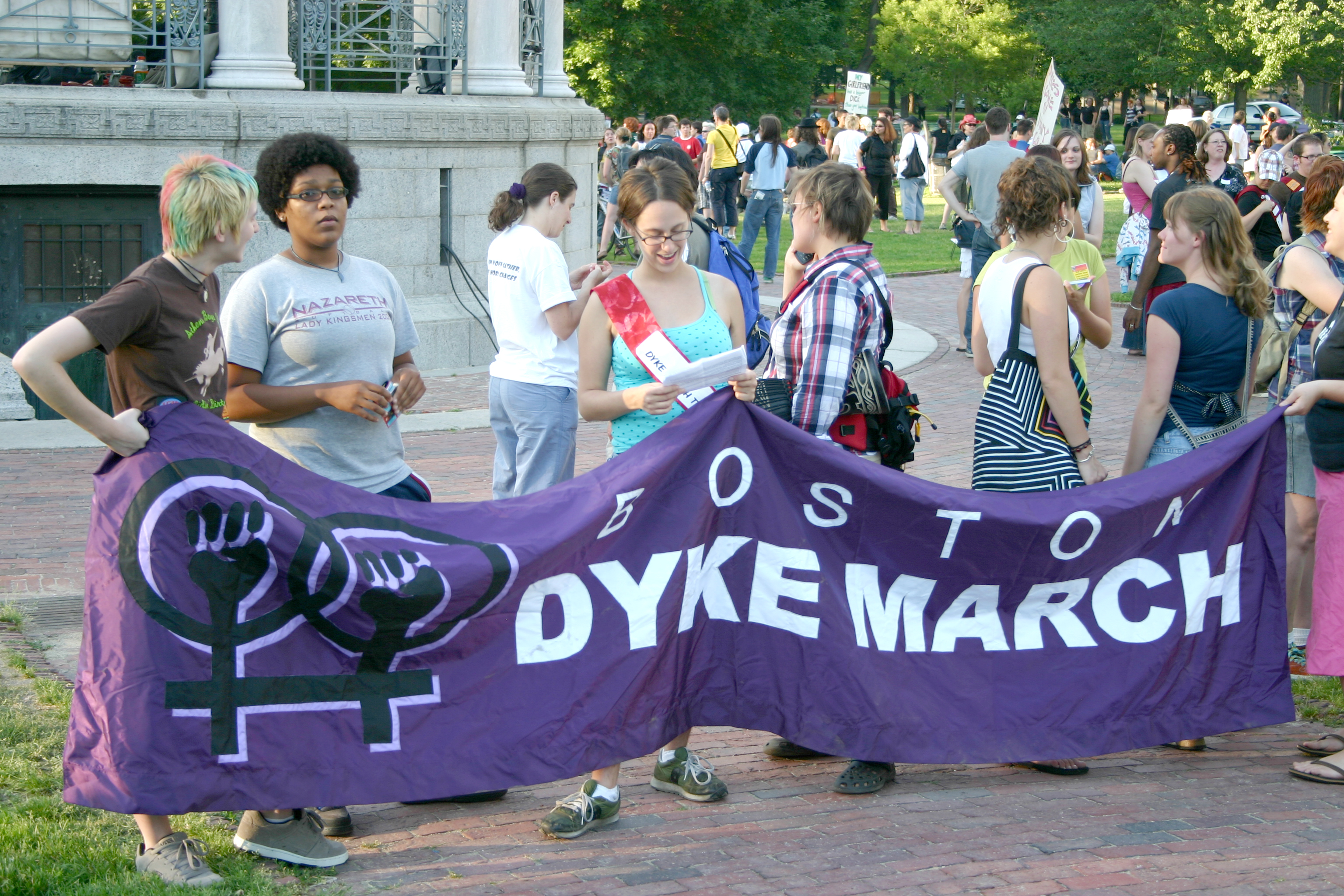
Dyke de marzo de 2008, en Boston, Massachusetts.

La mayoría de las Marchas de Dyke hoy ocurren en el mes de junio durante las celebraciones del Orgullo, que generalmente ocurren alrededor del aniversario de los disturbios de Stonewall en el Bajo Manhattan el 28 de junio de 1969.

## Alemania

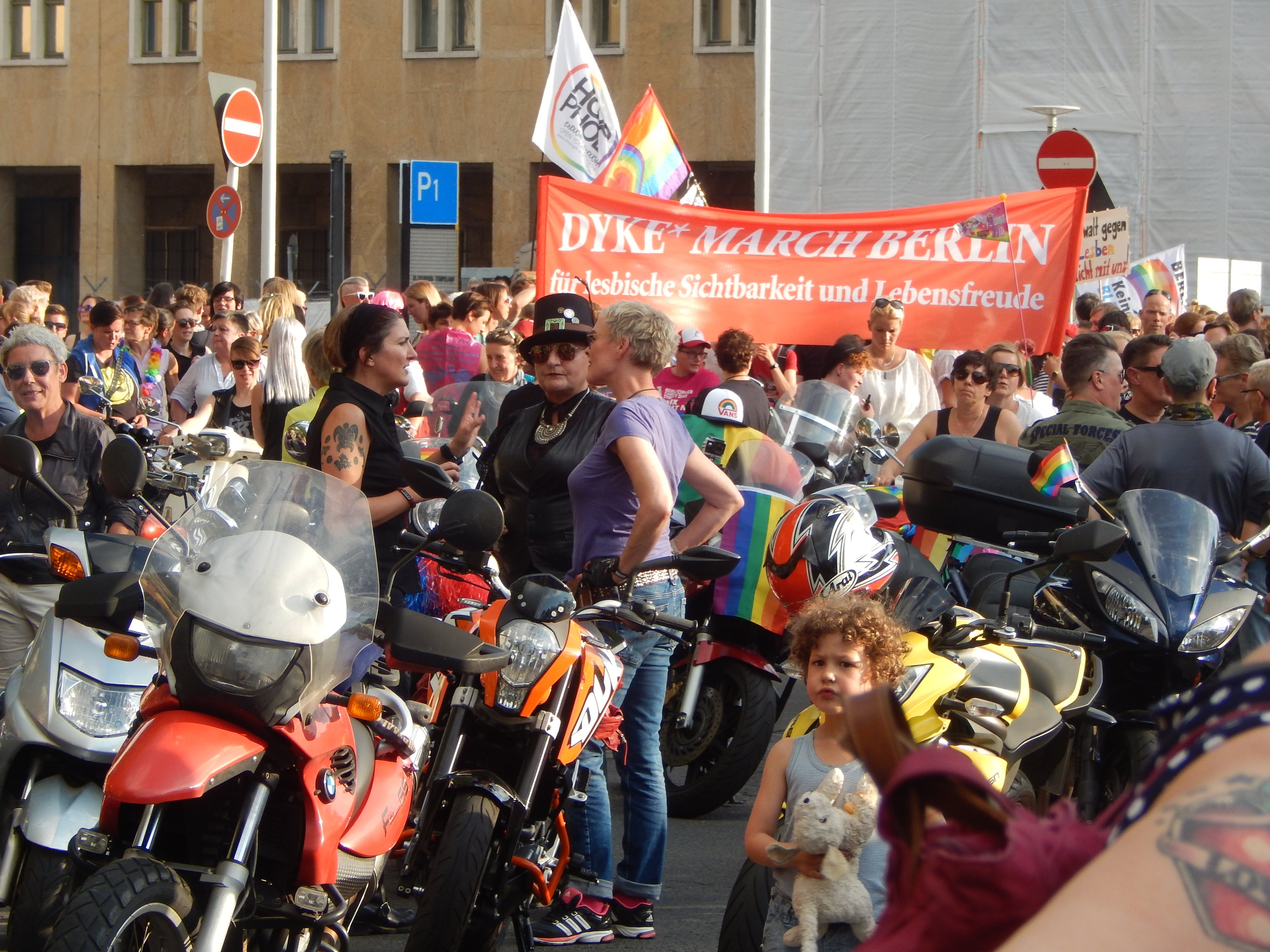
Dykes on Bikes en el Orgullo de Berlín
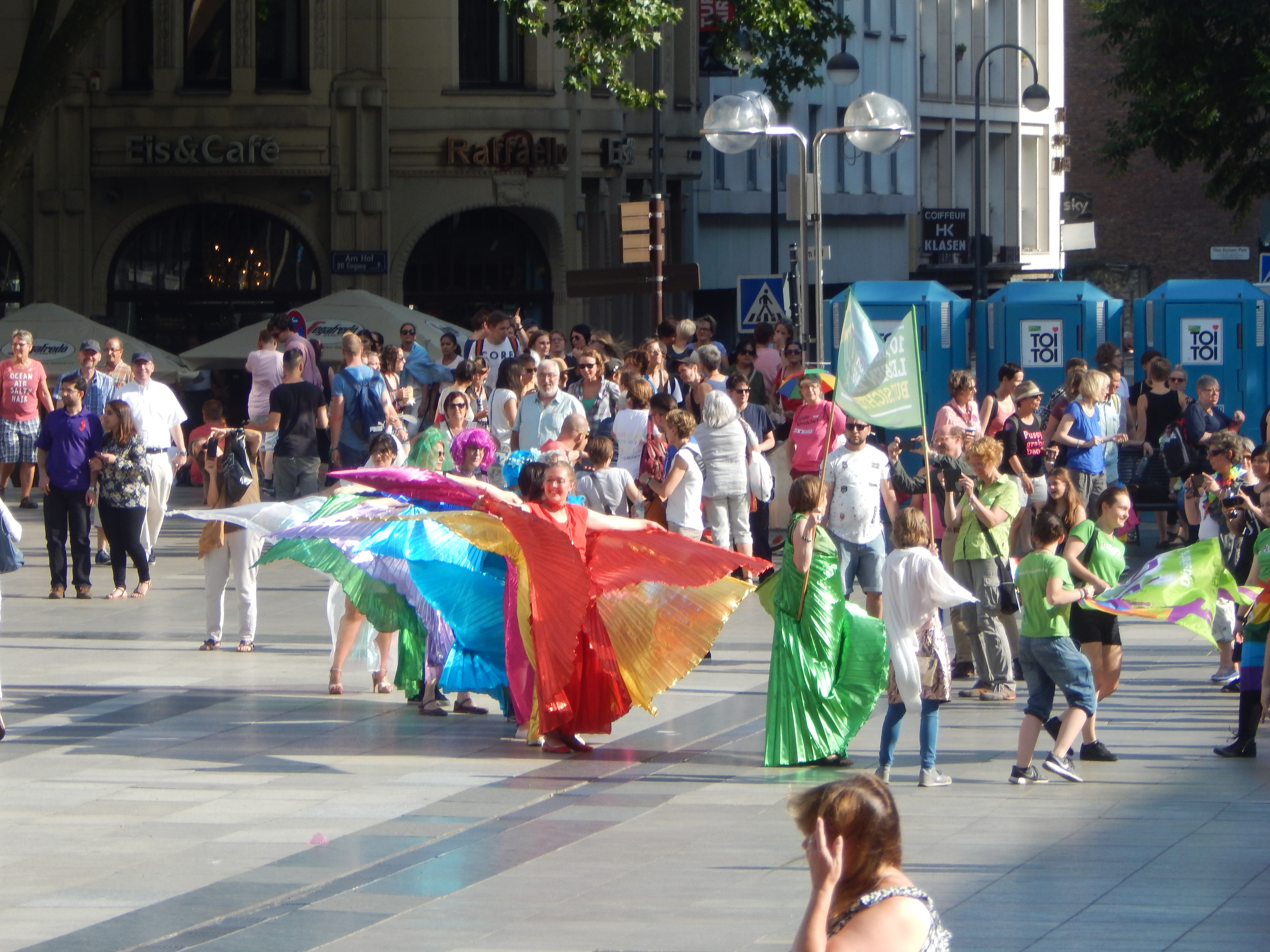
Köln
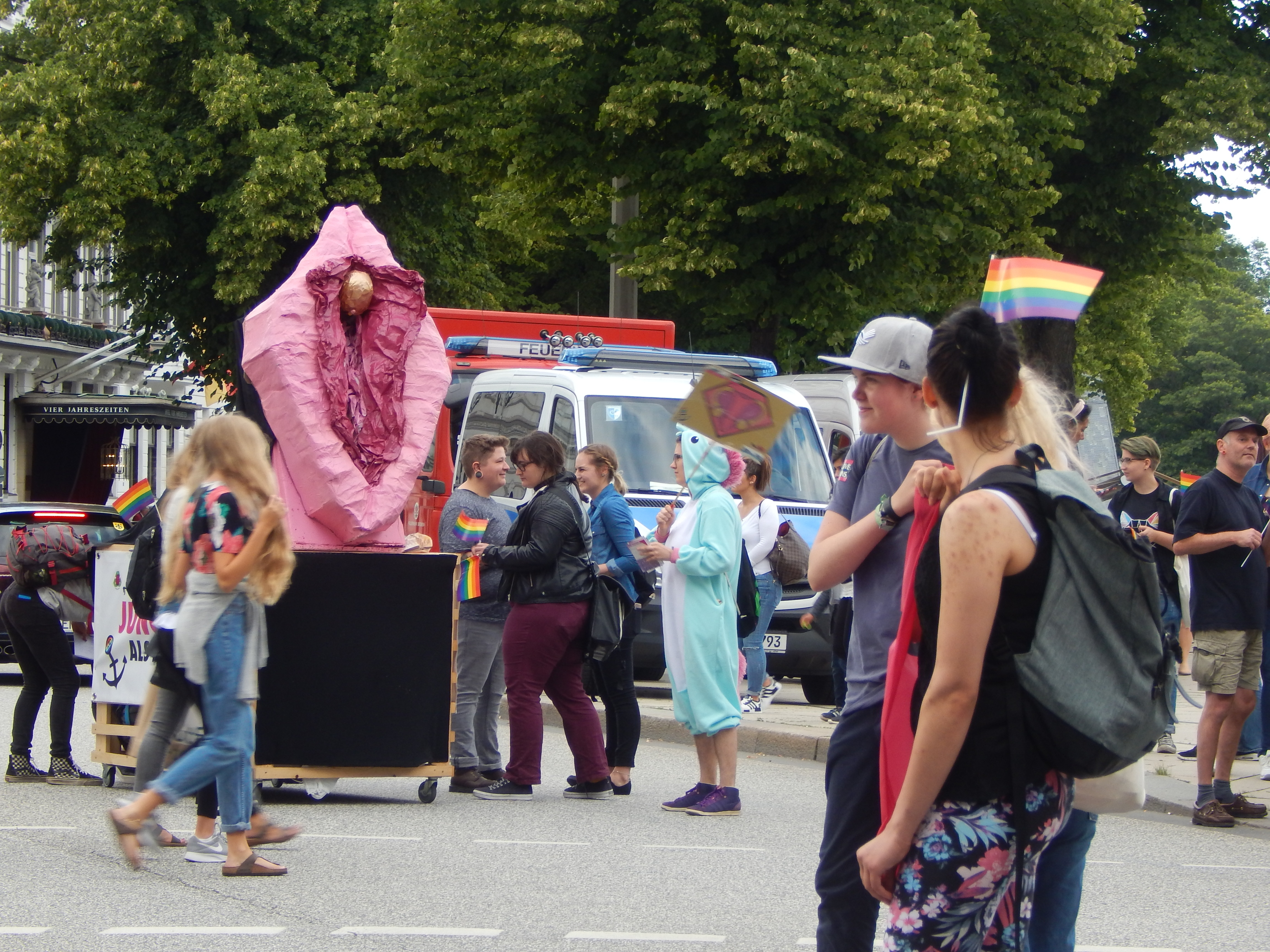
Hamburg
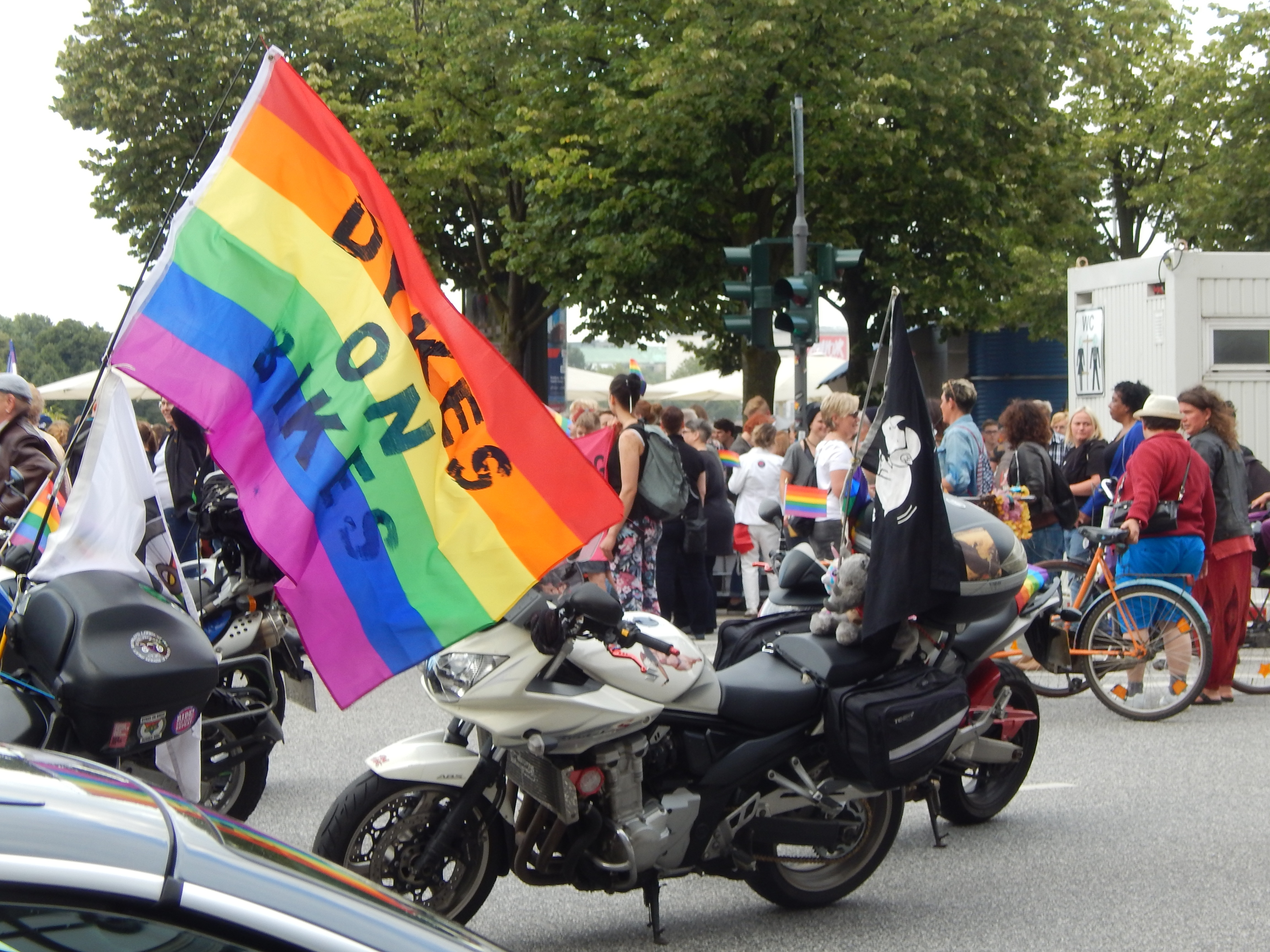
Hamburg, Dykes on Bikes
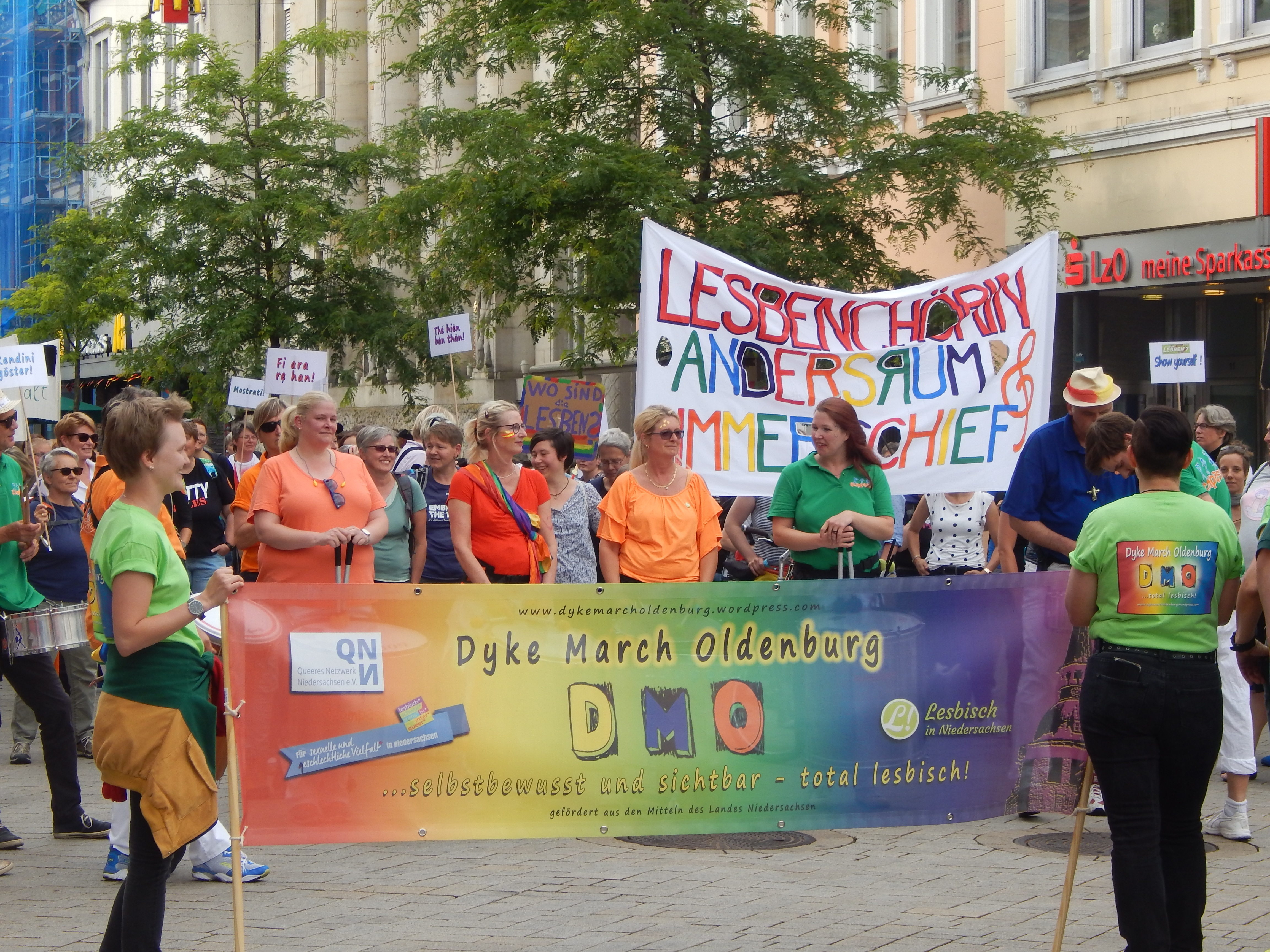
Oldenburg